# Посёлок имени Фрунзе (Владимирская область)
и́мени Фру́нзе — посёлок в Камешковском районе Владимирской области России. Входит в состав Сергеихинского муниципального образования.

## География
Посёлок расположен на берегу реки Печуга, на расстоянии 14 км на юг от центра поселения деревни Сергеиха и 21 км на запад от райцентра города Камешково.

## История
Образован после Великой Отечественной войны, входил в состав Кругловского сельсовета, с 1977 года — в составе Коверинского сельсовета, с 2005 года — в составе Сергеихинского муниципального образования.
В 1965 году посёлок при фабрике им. Фрунзе переименован в посёлок имени Фрунзе.

## Население
| 2002 | 2010 | 2021 |
| ---- | ---- | ---- |
| 89   | ↘64  | ↗72  |